# Linden (Assia)
Linden è un comune tedesco di 13 583 abitanti,, situato nel land dell'Assia.